# Aurora Molina
Aurora Molina Gracia (Valência, Espanha, 13 de março de 1931 — Tamaulipas, México, 24 de fevereiro de 2004). Foi uma atriz espanhola-mexicana ,que desenvolveu toda a sua carreira no México.

## Biografia
Devido a guerra civil espanhola em seu país, Aurora partiu ainda muito pequena junto com sua família para o México, onde se radicou e logo adquiriu cidadania mexicana.
Cursou Economia até o terceiro ano pela Faculdade UNAM. Sua paixão pelos cenários fez com Aurora fosse estudar teatro. Iniciou sua carreira artística como atriz no teatro em 1954. Estrelou no cinema em 1958, no filme "Nazarín" sob a direção de Luís Buñuel. Na televisão atuou em mais de trinta novelas, além de produzir e dirigir recitais, gravou oito discos. Foi casada com o ator Sérgio Jurado, com o qual teve três filhos Sérgio, Jorge e Alejandra.
Atuou em María Mercedes no ano de (1992); María la del Barrio em (1995) como Casilda, ao lado de Ricardo Blume Tito Guízar e Thalía. Aurora também atuou na telenovela infantil de grande sucesso Carita de ángel no ano de (2000). Todas estas novelas foram exibidas no Brasil pelo SBT, alcançando ótimos resultados em audiência.
Aurora também foi diretora de telenovelas, trabalhou dirigindo as telenovelas, Acapulco, cuerpo y alma em (1995) e Sentimientos ajenos no ano de (1996). Aurora Molina faleceu de leucemia aos 72 anos de idade no dia 24 de fevereiro de 2004 na cidade de Reynosa, estado de Tamaulipas no México.

## Telenovelas
- De pocas, pocas pulgas (2003)  .... Madre Socorro
- Sin pecado concebido (2001) .... Madre Ángeles
- Carita de ángel (2000)  .... Canuta
- Infierno en el paraíso (1999)  .... Herminia
- Ángela (1998)  .... Francisca Osuna
- María la del Barrio (1996)  .... Casilda
- Alondra (1995)  .... Rita
- Valentian (1993)  .... Prudencia
- María Mercedes (1992)  .... Natalia
- Cadenas de amargura (1991)  .... Jovita
- Destino" (1989)  .... Cata
- Flor y canela (1988)  .... Dorotea
- La pobre señorita Limantur (1987)
- Monte Calvario (1986) .... Chana
- Cicatrices del alma (1986)
- Los años pasan (1985)  .... Petra
- Vivir un poco (1985)  .... Vicenta
- Guadalupe (1984)  .... Rufina
- Bianca Vidal (1983)  .... Ofelia
- Soledad (1980)  .... Laureana
- Marcha nupcial (1977)  .... Petra
- Rina (1977)  .... Eleuteria
- Barata de primavera (1975)  .... Graciela
- Siempre habra un mañana (1974)
- El amor tiene cara de mujer (1971)
- El Mariachi (1970)  .... Carmen
- Amor sublime (1967)
- El Ídolo (1966)
- Grandes ilusiones (1963)
- La Herida del tiempo (1962)
- Marianela (1961)
- Dos caras tiene el destino (1960)

## Telenovelas como diretora
- Sentimientos ajenos (1996)
- Acapulco, cuerpo y alma (1995)

## Filmes
- El Tesoro de Clotilde (1994)  .... Hermana
- Viva San Isidro (1995)  .... Luz Elena
- Soy el hijo del gallero (1977)
- José (1976) Movie
- La Noche de jueves (1962)
- Nazarín (1959)